# Resident Evil 4
Resident Evil 4 (v Japonsku známá jako Biohazard 4) je počítačová hra z žánru survival horor určená pro GameCube, PlayStation 2, Wii a PC. Je již šestým dílem hlavní série Resident Evil. Jejím tvůrcem je japonská firma Capcom. Hra byla v Evropě vydána 18. března 2005 exkluzivně pro Nintendo GameCube, ale později byla konvertována na PlayStation 2 (4. listopadu 2005), PC (2. března 2007) a Wii (29. června 2007). Tato hra patří mezi nejlepší svého žánru a je držitelem mnoha cen. Je také první hrou v sérii, kde se neobjevují zombie.

## Příběh
Leon Scott Kennedy, který prošel peklem Raccoon City v Resident Evil 2, byl po tomto incidentu najat vládou USA. Leon je vyslán do Španělska, aby zde vysvobodil prezidentovu dceru Ashley Graham, která byla unesena neznámým a záhadným kultem. Když dorazí do vesnice, v níž má být Ashley držena, je napaden vesničany, kteří jsou oddáni kultu Los Illuminados (Osvícení). Tito vesničané už nejsou lidmi, jelikož v nich vyrůstá parazit (Las Plagas), díky němuž je každý nakažený vesničan ovládán kultem.
Během mise se Leon setkává se ženou jménem Ada Wong, kterou potkal již v Resident Evilu 2, a s Jackem Krauserem, s nímž se setkal během vládního výcviku, a který byl údajně mrtev. Dále potkává Luise Seru, bývalého vědce, který Osvíceným pomáhal. Leon v něm nachází svého pomocníka, dokud není zavražděn Osmundem Saddlerem, vůdcem kultu.
Jakmile se Saddler dozví, že Leon Ashley vysvobodil, snaží se je všemožnými způsoby zastavit. Leon musí čelit vůdci vesnice Bitoresu Mendezovi, poté se ocitá na hradě, který ovládá kastelán Ramón Salazar se svými pomocníky. Po zdolání Salazara se dostává na ostrov na moři, kam byla Ashley Leonovi unesena. Na ostrově čelí mnoha Saddlerovým nástrahám, hlavně Jacku Krauserovi. Nakonec, s pomocí Ady Wong, zemře Krauser a konečně i Saddler. Leon mrtvému Saddlerovi sebere vzorek parazita, zde se však ukáže pravý důvod přítomnosti Ady, když Leonovi, se zbraní u jeho spánku, vzorek vezme a odletí helikoptérou. Leonovi nechává klíček od skútru, na němž společně s Ashley na poslední chvíli opouští explodující ostrov.

## Postavy
- Leon Scott Kennedy – hlavní hrdina, za něhož se hráč vydává zachránit prezidentovu dceru
- Ashley Graham – prezidentova dcera a částečná pomocnice Leona
- Ingrid Hunningan – informátorka
- Luis Sera – narodil se ve vesnici, vystudoval chemii.

Původně pomáhá Los Illuminados na posílení viru Las Plagas. Když mu dojde co se děje, snaží se předat virus agentce Adě Wong.
Za to ho mají popravit. V ten den vstupuje do příběhu Leon Kennedy.
- Bitores Mendez – kněz a vůdce vesnicí
- Ramon Salazar – Pán hradu
- Jack Krauser – bývalý voják a kamarád Leona (ale Saddler mu dal do krve Plagas, takže ho bude hráč muset zneškodnit)
- Osmund Saddler – mnich, který zajal Ashley
- Ada Wong – špiónka pracující pro Alberta Weskera, hledající Plagas